# Ceux des profondeurs

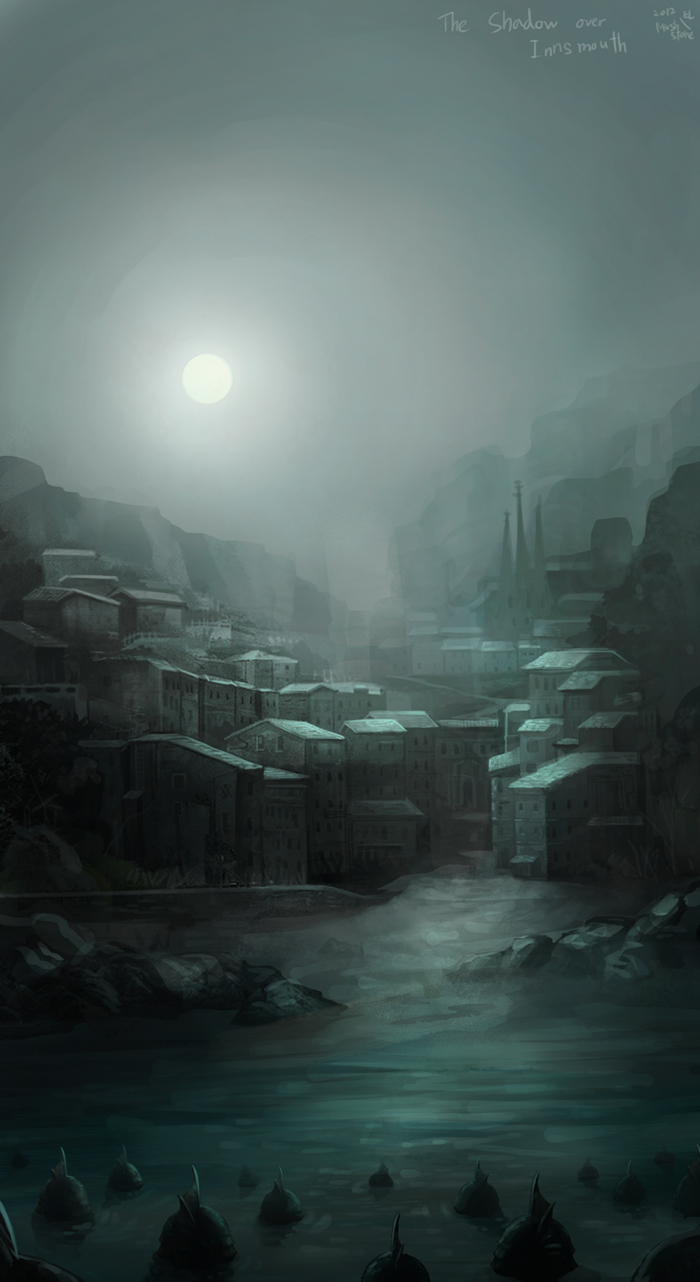
The Shadow over Innsmouth,
illustration de Mushstone.

Ceux des profondeurs (Deep Ones, également traduit Profonds) sont des êtres amphibies fictionnels issus de l'œuvre de l'écrivain américain Howard Phillips Lovecraft.

« Ils étaient de couleur verdâtre et avaient le ventre blanc. Leur peau semblait luisante et lisse, mais leur échine se hérissait d'écailles. Leur corps vaguement anthropoïde se terminait par une tête de poisson aux yeux saillants toujours ouverts. Sur le côté de leur cou s'ouvraient des ouïes palpitantes et leurs longues pattes étaient palmées. Ils avançaient par bonds irréguliers, tantôt sur deux pattes, tantôt sur quatre... Leur voix coassante... avait toutes les nuances d'expression dont leur visage était dépourvu. »

— H. P. Lovecraft, Le Cauchemar d'Innsmouth
Ils vivent dans des cités sous-marines et se reproduisent généralement avec des êtres humains. Cet acte horrible donne naissance à des hybrides, mi-humains, mi-profonds, habitant généralement des villages sur les côtes proches des cités sous-marines (Innsmouth dans la nouvelle lovecraftienne, ville rebaptisée Imboqua dans le film Dagon).
Ceux des profondeurs vénèrent Père Dagon et Mère Hydra comme des divinités parentales au sein de l'Ordre ésotérique de Dagon, un culte mystérieux « originaire de l'Est » qui prodigue une pêche abondante aux peuplades qui s'y adonnent. Dagon et Hydra représentent peut-être des entités mineures du mythe de Cthulhu, à moins que « Dagon » désigne obliquement Cthulhu sous couvert d'une dénomination biblique convenue,. 
Les Profonds apparaissent dans Le Cauchemar d'Innsmouth, nouvelle écrite par Howard Phillips Lovecraft en 1931 et publiée en 1936. L'écrivain y développe l'histoire et les mœurs de ces créatures, sans plus les réemployer dans le reste de son œuvre, excepté dans sa nouvelle Le Monstre sur le seuil (1937) dont l'antagoniste Asenath Waite porte le nom d'une des familles notables d'Innsmouth, en sus d'arborer des yeux protubérants et de secréter l'odeur de poisson caractéristique des hybrides à moitié humains. En outre, le protagoniste de La Maison de la sorcière (1933) se nomme Gilman, autre nom prééminent d'Innsmouth.
Par la suite, d'autres auteurs évoquent ou reprennent à plusieurs reprises Ceux des profondeurs dans le cadre du développement du mythe de Cthulhu, tels les écrivains August Derleth, Lin Carter et Brian Lumley.

## Ordre ésotérique de Dagon

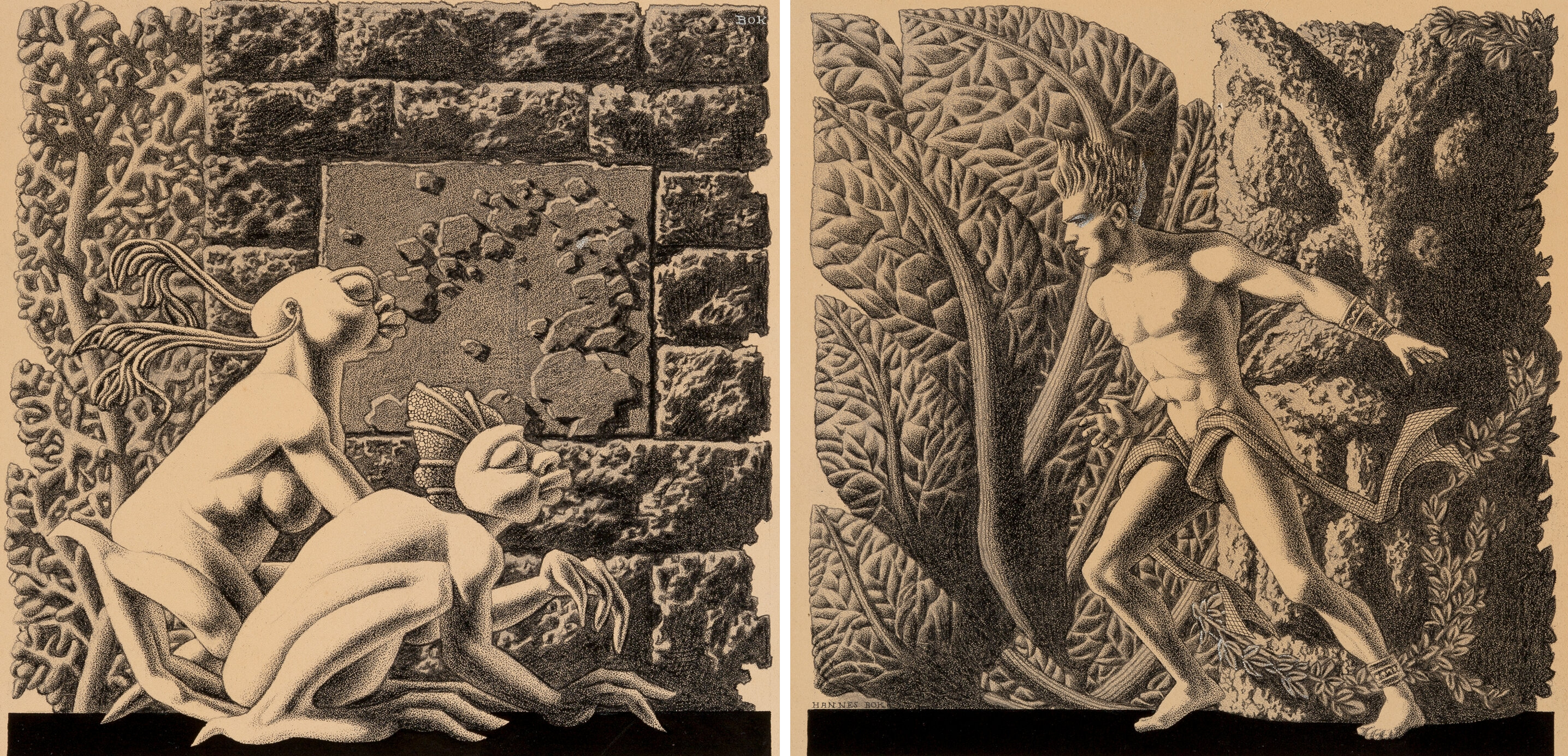
Illustrations de Hannes Bok pour la publication de The Shadow over Innsmouth dans le numéro de janvier 1942 de Weird Tales.

L'ordre ésotérique de Dagon était la religion principale à Innsmouth après le retour de Marsh des mers du Sud, apportant avec lui la religion sombre vers 1838. Il a rapidement pris racine en raison de ses promesses d'artefacts en or coûteux et de poissons, qui étaient recherchés par la ville dont l'activité principale était la pêche. 
Les êtres centraux vénérés par l'Ordre étaient le Père Dagon et la Mère Hydra, et, dans une moindre mesure, Cthulhu. Dagon et Hydra étaient largement considérés comme des intermédiaires entre les différents dieux plutôt que comme des dieux eux-mêmes. Même ainsi, les cultistes ont sacrifié divers habitants à ceux des profondeurs en échange d'un approvisionnement illimité en or et en poisson. Quand ils manquaient d'habitants, ils allaient ailleurs pour kidnapper des gens à sacrifier. Finalement, les choses sont devenues si mauvaises que le gouvernement américain a envoyé la police pour appréhender Marsh et sa secte. 
L'Ordre ésotérique de Dagon (qui se faisait passer pour le mouvement maçonnique local) avait trois serments que les membres devaient prêter. Le premier était un serment de secret, le second, un serment de loyauté, et le troisième, un serment d'épouser un des profondeurs et de porter ou engendrer son enfant. En raison de ce dernier serment, le métissage est devenu la norme à Innsmouth, entraînant des difformités généralisées et de nombreux métis. L'ordre ésotérique de Dagon a apparemment été détruit lorsque l'un des "descendants perdus" d'Obed Marsh a envoyé le département du Trésor américain pour s'emparer de la ville. En conséquence, la ville a été plus ou moins détruite et l'Ordre a été considéré comme dissous.

## Êtres hybrides
Le Cauchemar d'Innsmouth implique un marché entre ceux des profondeurs et les humains, dans lequel l'espèce aquatique fournit une pêche abondante et de l'or sous la forme de bijoux aux formes étranges. En retour, les habitants de la terre offrent des sacrifices humains et une promesse de "mélange" - l'accouplement des humains avec ceux des profondeurs. Bien que la progéniture hybride soit née avec l'apparence d'un être humain normal, l'individu finira par se transformer en Profond, acquérant l'immortalité - par défaut - lorsque la transformation sera complète. 
La transformation se produit généralement lorsque l'individu atteint l'âge moyen. Au fur et à mesure que l'hybride vieillit, il ou elle commence à acquérir le soi-disant "Innsmouth Look" car il ou elle prend de plus en plus d'attributs de la race des Profonds : les oreilles se rétrécissent, les yeux se gonflent et deviennent fixes, la tête se rétrécit. et devient progressivement chauve, la peau devient squameuse en se couvrant d'écailles et le cou développe des plis qui deviendront plus tard des branchies. Lorsque l'hybride devient trop manifestement non humain, il est caché aux étrangers. Finalement, cependant, l'hybride sera obligé de se glisser dans la mer pour vivre avec les Profonds dans l'une de leurs villes sous-marines.

## Y'ha-nthlei
"Y'ha-nthlei cyclopéen et aux nombreuses colonnes" est la seule ville des Profonds nommée par Lovecraft. Elle est décrit comme une grande métropole sous-marine sous Devil's Reef, juste au large des côtes du Massachusetts, près de la ville d'Innsmouth. Son âge exact n'est pas connu, mais un habitant y aurait vécu pendant 80 000 ans. Dans l'histoire de Lovecraft, le gouvernement américain a torpillé Devil's Reef et Y'ha-nthlei a été présumée détruite, bien que la fin de l'histoire implique que la ville a survécu. 
Le nom Y'ha-nthlei a peut-être été inspiré par le personnage de Lord Dunsany "Yoharneth-Lahai", "le dieu des petits rêves et des fantaisies" qui "envoie de petits rêves hors de PEGANA pour plaire aux habitants de la Terre". 
D'autres auteurs ont inventé des villes des Profonds dans d'autres parties de l'océan, notamment Ahu-Y'hloa près des Cornouailles et G'll-Hoo, près de l'île volcanique de Surtsey au large des côtes islandaises. 
Anders Fager a décrit la ville de "Ya 'Dich-Gho" comme étant située dans les récifs de Stockholm. Elle est accidentellement détruite en 1982 lors d'une chasse aux sous-marins suédois. Au moins deux survivants vivent à Stockholm. L'un d'eux vend des fournitures d'aquariophilie. La destruction de Ya 'Dich-Gho est décrite dans "Quand la mort est venue à Bod Reef".